# Чопы
Чо́пы (лат. Zingel) — род рыб из семейства окунёвых, встречаются в бассейнах Чёрного и Азовского морей.
Представители рода обладают удлинённым вальковатым телом, толстым рылом, которое выдаётся сильно вперед, причём рот лежит на нижней стороне, без клыков, с двумя разделёнными спинными плавниками и мелкой чешуей.
К этому роду относят четыре вида пресноводных рыб, не имеющих промыслового значения:
- французский чоп (Zingel asper) — эндемик бассейна реки Рона. Достигает длины 22 см и массы 100 г.
- Zingel balcanicus — обитающий в реках Греции и Северной Македонии, некоторыми авторами рассматривается как подвид Zingel streber Siebold, 1863.

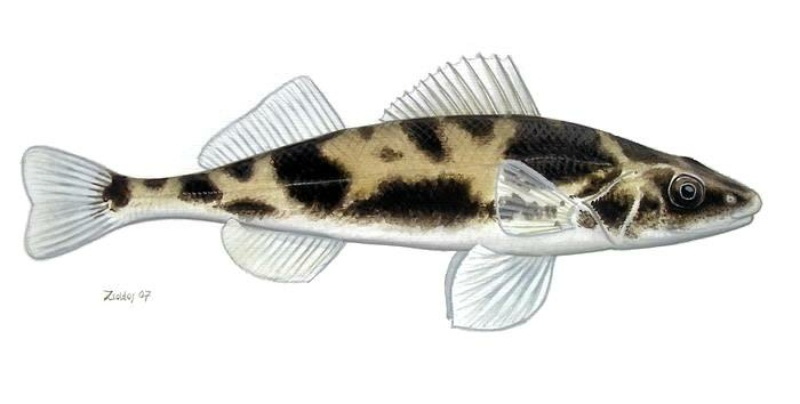
(Zingel zingel)

- малый чоп (Zingel streber)
- обыкновенный чоп (Zingel zingel)